# Kritik am Intelligenzbegriff
Der Begriff der Intelligenz erfährt häufig Kritik von verschiedenen Seiten, insbesondere die Zusammenfassung vieler geistigen Leistungen in einem Begriff, die Messung mit Intelligenztests und ihr Ergebnis, der IQ. Es handelt sich hierbei vor allem um Kritik an Charles Spearmans Generalfaktor der Intelligenz (g-Faktor), dem in der differentiellen Psychologie am häufigsten benutzten Intelligenzbegriff. Andere Intelligenzmodelle werden unter anderem in den Artikeln Intelligenztheorie, Theorie der multiplen Intelligenzen, emotionale Intelligenz und praktische Intelligenz behandelt.
Oft wird kritisiert, dass Intelligenztests – und damit die allgemein verwendete Definition von Intelligenz als eine Anzahl kognitiver Fähigkeiten – Personen und besonders Kinder aus niedrigen sozialen Schichten oder auch Minderheiten wie Afroamerikaner benachteiligen. Andere Kritiker sprechen diesen Tests völlig den Anspruch ab, Intelligenz messen zu können oder kritisieren mögliche methodische Fehler.

## Soziale Diskriminierung
Personen aus den unteren Sozialschichten und deren Kinder erreichen auf standardisierten Intelligenztests einen niedrigeren IQ als Angehörige der oberen Sozialschichten und deren Kinder. Man könne behaupten, traditionelle Intelligenztests seien gegenüber Arbeitern und deren Kindern unfair.

### Einfluss der sozialen Schicht
Die Psychologen Hans Jürgen Eysenck (1916–1997) und Arthur Jensen (1923–2012) waren der Meinung, dass Intelligenz zum großen Teil vererbt sei, und waren somit Vertreter des nativistischen Standpunktes. Dennoch schließen sie sich der Meinung an, dass Begabungstests Arbeiterkinder nicht fair behandeln würden. Anders als Bourdieu waren sie der Meinung, dass Begabungstests eine genetisch bedingte Fähigkeit mäßen – doch, so Eysenck, mäßen sie nicht die ganzen Fähigkeiten einer Person. Es würden in den typischen Intelligenztests Fähigkeiten gemessen, die bei Kindern der Mittelschicht typischerweise besonders stark ausgeprägt seien. Fähigkeiten jedoch, die bei Arbeiterkindern besonders ausgeprägt seien, würden eher nicht gemessen.
Jensen und Eysenck wiesen auch darauf hin, dass diese Unterschiede nur bei den kognitiven (sog. Ebene-II-Leistungen, Level II abilities) bestünden, nicht jedoch bei den assoziativen Leistungen (sog. Ebene-I-Leistungen Level I abilities). Jensen schrieb über Unterschichtkinder mit niedrigem IQ:

„[…] viele dieser Kinder scheinen viel aufgeweckter zu sein, als ihre IQs erwarten liessen… Ein Kind der Unterschicht, das in eine neue Klasse kommt, wird sich zum Beispiel in ein paar Tagen die Namen von 20 oder 30 Kindern einprägen, wird schnell die Regeln und das Geschick verschiedener Spiele auf dem Schulhof erlernen und so weiter – Leistungen, die praktisch seinen IQ Lügen strafen, der vielleicht nicht höher als 60 ist. Dies alles hinterlässt den Eindruck, dass der Test gegenüber benachteiligten Kindern ‚unfair‘ ist, da Mittelstandskinder auf dieser IQ-Stufe meist ein ganzes Jahr in einer Klasse verbringen, ohne die Namen von mehr als ein paar Mitschülern zu erlernen.“

Bei traditionellen IQ-Tests fänden sich große Unterschiede zwischen den Schichten; beim Pfadfindertest von Jensen und Eyseneck gebe es laut Eyseneck keine. Bei diesem Test werden dem Kandidaten 30 Gegenstände auf einem Tablett gezeigt, das nach einer gewissen Zeit abgedeckt wird. Anschließend soll die getestete Person die Gegenstände nennen.

„Gewöhnliche IQ-Tests sind nicht als ‚unfair‘ anzusehen in dem Sinne, dass man ein ungenaues und ungültiges Maß für die vielen benachteiligten Kinder hätte, die niedrige Scores erzielen. Wenn sie unfair sind, so deswegen, weil sie nur einen Teil des gesamten Spektrums der geistigen Fähigkeiten berühren und nicht jenen Aspekt enthüllen, der vielleicht die eigentliche Stärke des benachteiligten Kindes ist – die Fähigkeit für assoziatives Lernen
[…] da die traditionellen Methoden des Klassenzimmerunterrichts in Bevölkerungskreise entwickelt wurden, welche ein überwiegend mittelständisches Vorbild an Begabungen hatten, setzen sie größeren Nachdruck auf kognitives als auf assoziatives Lernen […] zum großen Nachteil für viele Kinder, deren Lernweise vorherrschend assoziativ ist. Viele der Grundfertigkeiten können durch verschiedene Mittel erworben werden, und ein Unterrichtsschema, das einen einzigen Lernstil übermäßig herausstellt, muss bei all den Kindern magere Ergebnisse erhalten, welchen dieses Muster nicht angemessen ist.“

Im Zusammenhang mit 'mittelschichtspezifischen Verzerrungsfaktoren' ist darauf hingewiesen worden, dass eine Mittelschichtsverzerrung in Intelligenztests auch „Relevanz und nicht Verzerrung“ bedeuten könne. Die Tests seien dafür vorgesehen, das zu messen, was für den Erfolg in der westlichen Gesellschaft notwendig sei, und diese Gesellschaft sei in erster Linie an den Interessen einer städtischen Mittelschicht orientiert. Verbale Fähigkeiten und die Fähigkeiten, abstrakte Probleme – wie sie in Intelligenztests auftauchen – zu lösen, würden sich gerade als das erweisen, was Industrie, Technik und Wirtschaft in einer städtischen Gesellschaft erforderten. Deswegen wurde gefordert, man solle nicht die Tests selbst verändern, sondern die sozialen Bedingungen, die zu niedrigen Testleistungen führen würden.

### Versuche schichtneutraler und sprachfreier Tests
Bereits in den 1950er Jahren bemühte man sich darum, sogenannte „kulturfreie“ Tests zu entwickeln, die Unterschichtskinder weniger benachteiligen sollten. Davis und Eels konstruierten und standardisierten einen Test, der Denkprozesse über alltägliche Situationen erforderte. Die Sprache war nicht akademisch und mehr am gesprochenen Wort als an der Schriftsprache orientiert. Der Test sah aus wie ein Comic und wurde wie ein Spiel durchgeführt. Das angestrebte Ziel wurde jedoch nicht erreicht. Kinder der Mittelschicht erzielten noch immer die besseren Ergebnisse. Der Test korrelierte nicht so stark mit den Schulleistungen wie andere Intelligenztests und wurde deswegen verworfen.

### Kulturelle Einflüsse

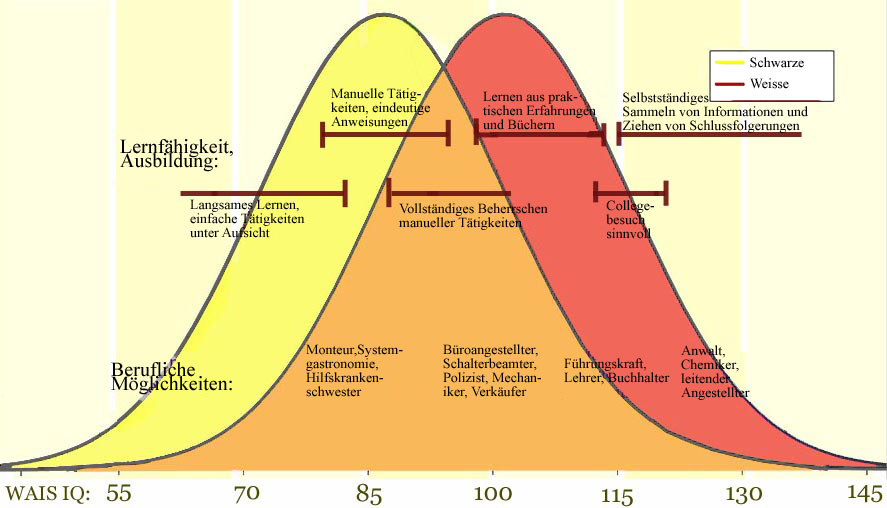
Konventionelle Intelligenztests ergeben, empirisch gut abgesichert, Unterschiede zwischen schwarzen und weißen Amerikanern, die als zwei überlappende Normalverteilungen mit unterschiedlichem Erwartungswert dargestellt werden können. Darüber, ob diese Unterschiede wesentlich kulturell geprägt sind, oder ob sie angeborene Unterschiede widerspiegeln, und ob die Messgröße Intelligenzquotient überhaupt ein sinnvolles Unterscheidungskriterium zwischen Ethnien oder anderen Gruppen von Menschen darstellt, wird erbittert gestritten.

Es wurde kritisiert, spezifische Fähigkeiten von ethnischen Minderheiten wie etwa Afroamerikanern oder Deutschtürken würden generell übersehen. John R. Anderson führt aus:

„Gerade das Konzept der Intelligenz ist in Relation zur jeweiligen Kultur zu betrachten. Was in der einen Kultur als intelligent gilt, kann in einer anderen Kultur ganz anders beurteilt werden. Beispielsweise halten die Kpelle, eine afrikanische Kulturgemeinschaft, die Art, wie in der westlichen Kultur Exemplare Kategorien zugeteilt werden (worauf einige Items in Intelligenztests beruhen) für widersinnig. Sternberg (persönliche Mitteilung) bemerkt, dass in einigen Kulturen nicht mal ein Wort für Intelligenz existiert. Allerdings bleibt die Tatsache bestehen, dass Intelligenztests eine Voraussage der Leistung in unseren (westlichen) Schulen ermöglichen. Es ist eine ausgesprochen schwierige Frage zu beurteilen, was überwiegt: dass Intelligenztests einen wertvollen Dienst bei der Zuweisung von Schülern leisten oder dass sie lediglich willkürliche kulturelle Überzeugungen durchsetzen.“

Die Kognitionspsychologen Fons van de Vijver und Norbert K. Tanzer stellten in einer systematischen Übersichtsarbeit drei Arten von Verzerrungseffekten zusammen, die bei der Interpretation interkultureller Unterschiede in standardisierten Tests zu berücksichtigen seien. Eine Konstrukt-Verzerrung tritt auf, wenn die kulturellen Definitionen des Konstrukts sich nur unvollständig entsprechen. Beispielsweise ist die nicht-westliche Definition von Intelligenz häufig breiter und beinhaltet soziale Kompetenzen, während sich die Konzeption von Intelligenz in westlichen Kulturkreisen in erster Linie an akademischen Fähigkeiten, die in IQ-Tests erfasst werden, orientiert. Eine methodische Verzerrung liegt vor, wenn die zu vergleichenden kulturellen Stichproben nicht in allen relevanten Kriterien übereinstimmen, wenn die Testpersonen unterschiedlich vertraut sind mit den Testbedingungen (z. B. geringer räumlicher Abstand des Testleiters zur Testperson) und Testinstrumenten (z. B. Computerunterstützte Tests im Vergleich zu Papier-Bleistift-Tests) und wenn das Verhalten und die Anwesenheit des Testleiters das Antwortverhalten der Testpersonen verändern. Schließlich tritt eine Item-Verzerrung auf, wenn die Frage oder Aufgabe schlecht übersetzt wurde, für bestimmte Kulturen unangemessen oder unvertraut ist und von bestimmten kulturspezifischen Faktoren beeinflusst wird (z. B. wenn ein Ausdruck Nebenbedeutungen hat).
Auch die sogenannten kulturfreien Tests benachteiligen Personen aus Minderheitengruppen. Es wird kritisiert, dass diese Tests „Vertrautheit mit der abendländischen Logik“ voraussetzen würden. So werden zum Beispiel Kenntnisse des Symmetrieprinzips, des Bewegungsprinzips des Uhrzeigers, Gesetze perspektivischer Abbildung, Kenntnisse des Kongruenzprinzips und andere euklidische Axiome in Intelligenztests oft vorausgesetzt. Kritiker befürchten, dass „[d]ie Prinzipien der abendländischen Logik […] demnach auch jene (von Angehörigen der weißen Mittelschicht) entworfenen Intelligenzaufgaben bestimmen, die ohne die Verwendung verbaler Fähigkeiten auskommen.“
Fragen, die religiöse Tabus von Angehörigen einer Subkultur verletzen, können unfair sein. Bei der Testkonstruktion werden (obwohl man heute darum bemüht ist) unterschiedliche religiöse Wertvorstellungen nicht immer beachtet. Dies betrifft beispielsweise die Aufgabe, bei der die Kinder aus einer Reihe von Tieren (Elefant, Kuh, Gans, Schwein, Huhn) dasjenige wählen sollen, das nicht zu den anderen passt. Nichtmuslimische deutsche Kinder wählen meist den Elefanten, da dieser als einziges der Tiere in Deutschland kein Haustier ist. Muslimische deutsche Kinder hingegen wählen meistens das Schwein – da dieses im Gegensatz zu den anderen Tieren als unrein gilt.

### Versuche mit erweitertem Intelligenzmodell
Robert Sternberg war der Meinung, dass Erfolg mehr als einen hohen IQ voraussetze. Er schlug ein Intelligenzmodell mit folgenden Faktoren vor:
1. Analytische Intelligenz (IQ, Messung mit Intelligenztests)
2. Kreative Intelligenz (Fähigkeit zum schöpferischen Denken, typische Aufgabe in einem Test für kreative Intelligenz: „Finden Sie möglichst viele Worte, die sich auf Butter reimen. Sie haben fünf Minuten Zeit“)
3. Praktische Intelligenz (alltagsnahe mentale Leistungen, „Street Smarts“, typische Aufgabe in einem Test für praktische Intelligenz: „Wie würden Sie den Reifen eines Autos wechseln?“)

Mit Unterstützung des College Board haben Sternberg und Mitarbeiter Tests zur Messung der kreativen und praktischen Intelligenz entwickelt. Erste Ergebnisse lassen vermuten, dass diese Tests in Kombination mit IQ-Tests eine noch bessere Vorhersage der College-Noten ermöglichen als IQ-Tests allein – und dies bei weit geringeren Unterschieden zwischen den ethnischen Gruppen als bei reinen IQ-Tests.

## Messung von Intelligenz

### Durchführungsobjektivität
Die Durchführungsobjektivität betrifft die Standardisierung von psychologischen Tests. Um eine Vergleichbarkeit zwischen den Ergebnissen desselben Testes zu gewährleisten, ist es notwendig, die Durchführung des Testes genau fest zu legen. Dabei spielt es bei Intelligenztests beispielsweise eine Rolle, inwieweit der Testleiter Hilfestellungen geben darf, so dass es nicht zu Benachteiligungen bzw. zu Bevorzugungen kommen kann. Das macht es notwendig, die Durchführung genau zu definieren. Teilweise wird hierbei der genaue Wortlaut der Anweisungen vorgegeben, von denen nicht abgewichen werden darf.

### Overachievement und Underachievement
Als Overachiever („Überleister“) bezeichnet man Personen, die Schulleistungen erreichen, die besser sind, als nach gemessenem Intelligenzniveau zu erwarten war. Im gegensätzlichen Fall, bei dem die Schulleistungen schlechter sind, als vom Intelligenzniveau her erwartet wurde, wird die Person Underachiever genannt. F.E. Weinert spricht von Schulleistungsüberschuss oder Schulleistungsdefizit – also von Fällen „erwartungswidriger“ Schulleistungen. Ursachen werden hauptsächlich in den nichtintellektuellen Faktoren (Motivation, insbesondere Leistungsmotivation) gesehen.
Lewis Madison Terman war Leiter und Begründer der Terman-Studie, einer der größten Langzeitstudien in der Geschichte der Psychologie. Die Studie hatte die Erforschung der Hochbegabung zum Thema. Terman schrieb kalifornische Lehrer an mit der Bitte, ihm jeweils das begabteste und das zweitbegabteste Kind der Klasse zu nennen. Zwei Jungen namens Luis Walter Alvarez und William Bradford Shockley wurden für die Studie vorgeschlagen, mussten jedoch aufgrund zu niedriger IQ-Werte abgelehnt werden. Beide erhielten den Nobelpreis für Physik – Shockley 1956, für seine Halbleiterforschung, und Alvarez im Jahre 1968, für seine Leistungen in der Teilchenphysik.

### Intelligenz und kreative Leistungen
Ein überdurchschnittlicher IQ reicht aus, um in der Wissenschaft kreative Leistungen erbringen zu können. Intellektuelle Hochbegabung ist dafür nicht nötig. Wie verschiedene Studien zeigen, unterschieden sich außergewöhnlich kreative Architekten, Mathematiker, Wissenschaftler und Ingenieure bezüglich ihres IQ nicht von ihren weniger kreativen Kollegen. Unterschiede existieren jedoch hinsichtlich anderer Persönlichkeitsdimensionen, die durch den IQ-Test nicht gemessen werden.

### Normalverteilungsannahme der Intelligenz

Glockenkurve der Intelligenz: Die schraffierten Flächen kennzeichnen die Grenzen der Intervalle und die mithilfe der Standardabweichung konstruiert werden.

Intelligenz wird als normalverteilt (Glockenkurve) angenommen. Erst entsprechende Aufgabenauswahl und Testkonstruktion lässt diese Normalverteilungsform erreichen. Mienert und Pitcher erklären:

„Ein Test wird in der Entwicklung so lange verändert, bis eine Normalverteilung der Werte erreicht ist. Dass die Intelligenz selbst tatsächlich auch normalverteilt ist, kann weder bewiesen noch widerlegt werden. Intelligenz ist ein Konstrukt, und die Tests werden so konstruiert, dass die Ergebnisse zu diesem Konstrukt passen.“

Die Normalverteilung ist also ein willkürliches Kriterium, welches ein „guter“ Intelligenztest erfüllen muss. Diese Normalverteilungsannahme geht auf Francis Galton zurück. Dieser ging davon aus, dass die Begabung in einer Gesellschaft (ähnlich wie biologische Merkmale, wie zum Beispiel die Körpergröße) normalverteilt sei. Ähnlich wie es in einer Gesellschaft viele Leute von mittlerer Größe gibt und nur wenige sehr kleine und wenige sehr große, ging Galton davon aus, dass es in einer Gesellschaft viele mittelmäßig begabte Menschen gebe, aber nur wenig sehr begabte und wenig sehr unbegabte. Diese Annahme wurde von Galtons Schülern übernommen, und als schließlich die ersten Intelligenztests konstruiert wurden, wurde ebenfalls von dieser Annahme ausgegangen, die bis heute in der Intelligenztestkonstruktion eine Rolle spielt. Kritiker beklagen den Biologismus dieser Annahme.
Allerdings ist zu erwähnen, dass die Normalverteilung eine besondere Stellung in der Statistik einnimmt. Diese besondere Bedeutung der Normalverteilung beruht unter anderem auf dem zentralen Grenzwertsatz, dem zufolge Verteilungen, die durch Überlagerung einer großen Zahl von unabhängigen Einflüssen entstehen, asymptotisch normalverteilt sind. Da man davon ausgehen muss, dass bei der Intelligenz eine noch größere Anzahl von unabhängigen Einflüssen wirksam ist als bei Körpergröße oder -gewicht, wird es nach dem Stand der Forschung für gerechtfertigt gehalten, Intelligenztests so zu konstruieren, dass sich eine Normalverteilung ergibt.

### Übungseffekte
Durch regelmäßiges Üben lassen sich die Aufgaben von Intelligenztests trainieren und damit ein besseres Ergebnis erzielen, als unvorbereitete Personen erreichen würden. Diese Übungs- bzw. Lerneffekte sind jedoch von relativ geringem Ausmaß und zeigen eher die Notwendigkeit auf, psychologische Diagnostik fachgerecht durchzuführen (d. h. standardisierte Instruktion, Sicherstellen des Aufgabenverständnisses, Beispielaufgaben). Intelligenztests, die sich auf wenige Aufgaben beschränken, sind von den Übungseffekten eher betroffen als Intelligenztests mit umfangreichen Aufgaben, da bei letzteren die Antworten nicht bzw. erschwert auswendig gelernt werden können.
Ein Beispiel für einen wenig umfangreichen Intelligenztest ist der CFT-20-R, bei dem bei Testwiederholung nach zwei bis 3 Monaten ein Übungseffekt von 5 bis 6 IQ-Punkten bzw. nach zwei Wochen von 8 bis 9 IQ-Punkten zu erwarten ist. Betrachtet man den Wortschatztest und den Zahlenfolgentest (d. h. spezifische Ergänzungstests des CFT 20-R mit einem Fokus auf kristalline Intelligenz), so ergeben sich nach zwei bis vier Monaten keine statistisch signifikanten Leistungssteigerungen, so dass Übungseffekte nahezu ausgeschlossen werden können.
Übungs- bzw. Lerneffekte können generell vermieden werden, indem Paralleltests bei der zweiten Messung eingesetzt werden. Paralleltests zeichnen sich dadurch aus, dass im einfachsten Fall die Reihenfolge der Aufgaben vertauscht wird oder aber unterschiedliche, hinsichtlich der kognitiven Anforderungen äquivalente Aufgaben eingesetzt werden. Eine weitere Möglichkeit bietet die computerbasierte Diagnostik, bei der aus einem großen Fragenpool für jede Aufgabe eine von mehreren möglichen Fragen ausgewählt wird. Damit unterscheiden sich die jeweiligen Tests pro Zeitpunkt, so dass Lerneffekte reduziert oder gar ausgeschlossen werden können.

### Korrelationen verschiedener Intelligenztests untereinander
Die Korrelationen verschiedener Intelligenztest untereinander sind zwar hoch, jedoch oftmals nicht so hoch, wie man es für Teste mit gleichem Messgegenstand erwartet. So liegen für eine deutsche Stichprobe die Korrelationen des CFT 20 mit anderen Intelligenztests (z. B. PSB, HAWIK, CPM, WIP) im Durchschnitt bei r = 0,64 und reichen von r = 0,57 bis r = 0,73.
Dies kann eventuell darauf zurückgeführt werden, dass Intelligenztests miteinander verglichen werden, die unterschiedliche Facetten der Intelligenz messen (z. B. Ravens Matrizentest und ein Zahlenverbindungstest). Wenn jedoch umfangreiche, das heißt inhaltsvalide Intelligenztests miteinander verglichen werden, finden sich sehr hohe, meistens perfekte latente (d. h. messfehlerbereinigte) Korrelationen näher an 1,00.

### Einfluss von Stereotypen
Ein weiterer Kritikpunkt bezieht sich auf das Konzept der Bedrohung durch Stereotype bei Leistungen in Tests, die möglicherweise auch bei Intelligenztests wirksam sei. Wissen um eine angeblich verminderte Leistungsfähigkeit der eigenen sozialen Gruppe könne bei Tests zusätzlichen Stress oder Entmutigung auslösen und dadurch tatsächlich zu einer Minderleistung führen (selbsterfüllende Prophezeiung).

## Beschränkte Definition
Verschiedentlich wurde darauf hingewiesen, dass es menschliche Fähigkeiten gibt, die durch den traditionellen IQ-Test nicht erfasst werden. Diese können aber eine bedeutende Rolle im Leben eines Menschen spielen. Ein hoher IQ mag einen glücklichen Lebenslauf begünstigen; dazu sind aber auch andere Fähigkeiten und Fertigkeiten förderlich oder sogar erforderlich.

### Emotionale Intelligenz
Forscher haben begonnen, Messinstrumente zu entwickeln, von denen sie hoffen, dass sie zuverlässige (reliable) und zutreffende (valide) Maße des EQ ergeben. Eines dieser Messinstrumente ist die Multifactor Emotional Intelligence Scale. Hier werden von den Testpersonen Lösungsvorschläge für eine Reihe von emotionsbezogenen Aufgaben verlangt. Beispielsweise sollen sie die Emotion identifizieren, die eine bestimmte Situation hervorrufen würde. Sowohl bei Jugendlichen als auch bei Erwachsenen korrelierten die EQ-Werte nur mäßig mit den IQ-Werten.

### Multiple Intelligenzen
Der Psychologe und Erziehungswissenschaftler Howard Gardner kritisierte, es gebe viele Dinge, die durch den IQ nicht erfasst und erklärt würden. Gardner behauptete die Existenz zahlreicher Intelligenzen, die durch übliche Intelligenztests nicht gemessen würden. Empirische Nachweise derartiger Intelligenzen wurden jedoch nicht gefunden, und Gardners Konzept konnte sich deshalb in der Psychologie nicht durchsetzen.

## Historischer Bezug zur Eugenik
Im Deutschland der Nazizeit wurden vermeintlich Schwachsinnige zwangsweise sterilisiert oder teilweise auch ermordet. Doch auch in Großbritannien, der Schweiz, Kanada, Skandinavien (Schweden und Finnland) und den USA wurden Intelligenztest unter anderem missbraucht, um Zwangssterilisationen angeblich Schwachsinniger zu rechtfertigen. So wurden Kinder, die oft nicht älter waren als 14 Jahre, sterilisiert. Dies wurde zum Teil bis in die 1980er Jahre hinein fortgeführt (vgl. Eugenik nach 1945).

## Philosophische Kritik

### Adorno
Eine grundsätzliche Kritik am Intelligenzbegriff formulierte Theodor W. Adorno im Artikel I.Q. (Nr. 126) seiner Minima Moralia (geschrieben 1946/47; veröffentlicht 1951). „Intelligent“ würden Verhaltensweisen genannt, die dem jeweiligen „fortgeschrittensten technischen Entwicklungsstand“ angemessen seien, und zwar auch in Bereichen, in denen dies gar nicht erforderlich sei. Denken beschränke sich freiwillig aufs Problemlösen und verliere dadurch seine Autonomie. „Intelligenz ist eine moralische Kategorie.“

### Bourdieu
Der Soziologe und Sozialphilosoph Pierre Bourdieu kritisierte den Begriff Intelligenz als klassistisch:

„Die Klassifizierung durch die Schule ist eine legitimierte und wissenschaftlich ausgewiesene soziale Diskriminierung. Hier findet man auch die Psychologie wieder, mit ihrer von Anfang an tatkräftigen Unterstützung des Funktionierens des Schulsystems. Das Auftauchen von Intelligenztests wie dem Binet-Simon-Test hängt damit zusammen, dass dank der Schulpflicht Schüler in das Schulsystem kamen, mit denen dieses Schulsystem nichts anzufangen wusste, weil sie nicht ‚prädisponiert‘ waren, nicht ‚begabt‘, das heißt, nicht von ihrem familiären Milieu her mit jenen Prädispositionen ausgestattet, die die Voraussetzung für das normale Funktionieren des Schulsystems sind: Kulturelles Kapital und guter Wille in Bezug auf die Schulabschlüsse. Diese Tests, die die von der Schule verlangten sozialen Prädispositionen messen, sind genau dazu da, jene schulischen Verdikte im Voraus zu legitimieren, durch die sie legitimiert werden; daher auch ihre Aussagekraft in Bezug auf den Schulerfolg.“

Bourdieu rät dazu, sich auf das Problem der biologischen Grundlagen von Intelligenz erst gar nicht einzulassen, sondern dem Problem nachzugehen, welches die sozialen Bedingungen für das Auftreten einer solchen Fragestellung sind und den damit einhergehenden „Rassismus der Intelligenz“ bzw. „Klassenrassismus“ zu untersuchen.

### Huisken
Der marxistische Publizist Freerk Huisken argumentierte, seiner Auffassung nach hierbei Hegel folgend, dass der Glaube, Intelligenz messen zu können, auf einem Denkfehler beruhe: Man vermute, dass sich eine allgemeine Fähigkeit zu intelligenten Leistungen in bestimmten messbaren Testleistungen äußere. Dies unterstelle eine tautologische Aufspaltung des umgangssprachlichen Begriffs Intelligenz in ein in sich selbst ruhendes Ursache-Wirkung-Verhältnis: Man verdoppele intelligente Leistungen in deren Äußerung (bestimmte messbare Testleistungen) und das diesen Äußerungen angeblich zugrundeliegende Vermögen dazu – ausgedrückt im IQ-Wert. Durch diese willkürliche Zerlegung von Intelligenz in „Fähigkeit und Äußerung derselben“ werde aus den vom Test behaupteten, sorgfältig ausgedachten Kriterien für das Konstrukt Intelligenz ein Messinstrument für die Intelligenz. Insofern treffe die berühmte Aussage, Intelligenz sei, was der IQ-Test misst, auf jede Intelligenzmessung zu und lasse somit unter der Hand überhaupt erst Intelligenz als abstrakten Gegenstand wahr werden. Damit seien der ideologischen Nutzung der Intelligenz methodisch die Türen der Wissenschaft geöffnet. Bestimmte intelligente Leistungen seien inhaltlich nicht abstrakt vergleichbar – es sei denn, der Wille zur Auffindung abstrakter Intelligenz bringt sie genau als das, was man aus bestimmten praktischen (ideologischen) Interessen heraus messen will, theoretisch hervor (z. B. für die Feinsteuerung von Selektion).

### Gould
Eine umfassende Kritik am bestehenden Intelligenzbegriff übte der Paläontologe und Harvard-Professor Stephen Jay Gould in seinem 1981 erschienenen Buch The Mismeasure of Man (deutsch: Der falsch vermessene Mensch).
Grundsätzlich wendet Gould sich gegen die Annahme, dass sich soziale und ökonomische Unterschiede zwischen Bevölkerungsgruppen aus vererbten Merkmalen ergäben. Speziell in Bezug auf Intelligenz widerspricht er damit der These von einer bestimmten, angeborenen kognitiven Kapazität. Er versucht zu zeigen, dass der Versuch, Intelligenz als eine einheitliche Größe zu messen, von Beginn an zum Scheitern verurteilt sei, da es sich bei der gemessenen Intelligenz um eine wahllose Zusammenstellung kognitiver Fähigkeiten handele. Gould nimmt damit sehr deutlich Stellung in der Diskussion um die Ursachen von Intelligenz.
Nach dem Stand der Wissenschaft (Communis Opinio) wird heute allerdings – entgegen Goulds Auffassung – davon ausgegangen, dass Intelligenz eine wesentliche erbliche Komponente enthält.